# Choisy-le-Roi

Choisy-le-Roi en la Petite Couronne.

 Choisy-le-Roi  es una comuna y población de Francia, en la región de Isla de Francia, departamento de Valle del Marne, en el distrito de Créteil. La comuna conforma por sí sola el cantón homónimo.
Su población municipal en 2007 era de 37 165 habitantes.
No está integrada en ninguna communauté de communes u organismo similar.

## Geografía
Cruzada por el río Sena, se localiza a 10,7 kilómetros del centro de París. Limita con Alfortville al noreste, Créteil al este, Valenton y Villeneuve-Saint-Georges al sureste, Orly al suroeste, Thiais al oeste y Vitry-sur-Seine al noroeste.

## Demografía
| 1 150 | 990 | 1 383 | 1 320 | 3 119 | 3 110 | 3 612 | 3 271 | 3 907 | 4 648 | 5 172 | 5 099 | 5 821 | 6 978 | 7 853 | 8 449 | 9 909 | 11 607 | 13 067 | 15 908 | 20 309 | 23 634 | 27 584 | 28 476 | 27 333 | 31 789 | 41 522 | 41 440 | 38 705 | 35 476 | 34 068 | 34 336 | 37 165 |
| Para los censos de 1962 a 1999 la población legal corresponde a la población sin duplicidades (Fuente: INSEE [Consultar]) |     |       |       |       |       |       |       |       |       |       |       |       |       |       |       |       |        |        |        |        |        |        |        |        |        |        |        |        |        |        |        |        |

## Ciudades hermanadas
- Dong Da (Vietnam)
- Hennigsdorf (Alemania)
- Lugo di Romagna (Italia)
- Târnova (Rumanía)